# Friedbert Ficker
Friedbert Ficker (* 5. September 1927 in Arnoldsgrün; † 10. Januar 2007 in Jena) war ein deutscher Kunsthistoriker.

## Leben
Friedbert Ficker besuchte ab 1944 die Kunstschule in Plauen und seit 1948 die Kunstgewerbeschule in Leipzig, wo er auch an der Universität Kunstgeschichte studierte. 1953 wurde er in der DDR vom Hochschulstudium ausgeschlossen; er ging 1957 in die Bundesrepublik Deutschland. Dort studierte er in München weiter, erlangte aber keinen Hochschulabschluss. Er hatte unter anderem Lehraufträge an der Akademie für das Graphische Gewerbe, der Meisterschule für das deutsche Malerhandwerk sowie an der Kunstakademie München. 1966 erhielt er den Titel eines Fürstlich-Liechtensteinischen Professors.
Sein Forschungsschwerpunkt war die Kunstgeschichte der Länder Südosteuropas. Er war Mitglied der Leibniz-Sozietät, Academia Scientiarum et Artium Europaea, der Oberlausitzischen Gesellschaft der Wissenschaften und der Serbischen Akademie der Wissenschaften und Künste.
Die Sammlung Friedbert Ficker gehört seit 1996 den Kunstsammlungen Zwickau. Sie umfasst 10.000 Blätter zur Kunst des 16. bis 20. Jahrhunderts, die über Jahrzehnte hinweg zusammengetragen wurden. Zudem vermachte er seine umfangreiche Bibliothek der Ratsschulbibliothek Zwickau.